# Dennis Ritchie
Dennis MacAlistair Ritchie (9 tháng 9 năm 1941 – 12 tháng 10 năm 2011), là một nhà khoa học máy tính người Mỹ nổi tiếng vì đã phát triển C và có ảnh hưởng lớn đến các ngôn ngữ lập trình khác, cũng như tới các hệ điều hành như Multics và UNIX. Ông được ACM trao giải Turing năm 1983, được Viện Kỹ sư Điện và Điện tử trao Huy chương Hamming năm 1990 và được Tổng thống Clinton trao Giải thưởng Nhà nước về Công nghệ vào năm 1999. Ritchie là Trưởng phòng Nghiên cứu Phần mềm Hệ thống của Lucent Technologies từ khi ông nghỉ hưu vào năm 2007.

## Thời niên thiếu
Ritchie sinh ra ở Bronxville, New York. Cha của ông là Alistair E. Ritchie, nhà khoa học lâu năm ở Bell Labs và là đồng tác giả của quyển sách The Design of Switching Circuits về lý thuyết chuyển mạch. Ông và gia đình chuyển tới Summit, New Jersey lúc còn nhỏ, và ông tốt nghiệp trường Trung học Summit (New Jersey) ở đây. Ông tốt nghiệp trường đại học Harvard ở lĩnh vực vật lý và toán ứng dụng.

## Sự nghiệp
Vào năm 1967, Ritchie bắt đầu làm việc tại phòng thí nghiệm khoa học máy tính Bell Labs, và vào năm 1968 ông bảo vệ luận án Tiến sĩ về "Cấu trúc chương trình và độ phức tạp tính toán" tại đại học Harvard dưới sự hướng dẫn của Patrick C. Fischer. Tuy vậy, Ritchie chưa bao giờ nhận văn bằng Tiến sĩ một cách chính thức.
Ritchie được biết đến nhiều nhất như là người tạo ra ngôn ngữ lập trình C, người then chốt trong việc phát triển hệ điều hành Unix, đồng tác giả quyển sách "Ngôn ngữ lập trình C – The C Programming Language", Ritchie và Ken Thompson là hai người có đóng góp to lớn nhất đối với việc giúp cho Unix có khả năng ứng dụng trên nhiều nền tảng và hệ máy.

Ngôn ngữ C được sử dụng một cách rộng rãi trong nhiều ứng dụng, hệ điều hành, và hệ thống nhúng và được xem là ngôn ngữ lập trình hiện đại có tầm ảnh hưởng lớn nhất đối với nhiều ngôn ngữ lập trình sau này. 